# Luci Horaci Pulvil
Luci Horaci Pulvil (llatí: Lucius Horatius Pulvillus) va ser un tribú amb potestat consular l'any 386 aC. Formava part de la gens Horàcia, i era de la família dels Horaci Pulvil.